# Gran Premi de Mònaco del 1983
Resultats del Gran Premi de Mònaco de Fórmula 1 de la temporada 1983, disputat al circuit urbà de Montecarlo el 15 de maig del 1983.

## Resultats de la cursa
| Pos | No | Pilot              | Equip               | Voltes | Temps/ Retir.    | Pos. de sort. | Punts |
| --- | -- | ------------------ | ------------------- | ------ | ---------------- | ------------- | ----- |
| 1   | 1  | Keke Rosberg       | Williams - Ford     | 76     | 1h 56' 38. 1     | 5             | 9     |
| 2   | 5  | Nelson Piquet      | Brabham - BMW       | 76     | + 18.475 s       | 6             | 6     |
| 3   | 15 | Alain Prost        | Renault             | 76     | + 31.366 s       | 1             | 4     |
| 4   | 27 | Patrick Tambay     | Ferrari             | 76     | + 1' 04.297 min. | 4             | 3     |
| 5   | 4  | Danny Sullivan     | Tyrrell - Ford      | 74     | + 2 Voltes       | 20            | 2     |
| 6   | 23 | Mauro Baldi        | Alfa Romeo          | 74     | + 2 Voltes       | 13            | 1     |
| 7   | 30 | Chico Serra        | Arrows - Ford       | 74     | + 2 Voltes       | 15            |       |
| Ret | 6  | Riccardo Patrese   | Brabham - BMW       | 64     | Part elèctrica   | 17            |       |
| Ret | 2  | Jacques Laffite    | Williams - Ford     | 53     | Caixa canvi      | 8             |       |
| Ret | 29 | Marc Surer         | Arrows - Ford       | 49     | Col·lisió        | 12            |       |
| Ret | 35 | Derek Warwick      | Toleman - Hart      | 49     | Col·lisió        | 10            |       |
| Ret | 11 | Elio de Angelis    | Lotus - Renault     | 49     | Palier           | 19            |       |
| Ret | 25 | Jean-Pierre Jarier | Ligier - Ford       | 32     | Suspensions      | 9             |       |
| Ret | 16 | Eddie Cheever      | Renault             | 30     | Motor            | 3             |       |
| Ret | 22 | Andrea de Cesaris  | Alfa Romeo          | 13     | Caixa canvi      | 7             |       |
| Ret | 28 | René Arnoux        | Ferrari             | 6      | Suspensions      | 2             |       |
| Ret | 26 | Raul Boesel        | Ligier - Ford       | 3      | Col·lisió        | 18            |       |
| Ret | 9  | Manfred Winkelhock | ATS - BMW           | 3      | Col·lisió        | 16            |       |
| Ret | 3  | Michele Alboreto   | Tyrrell - Ford      | 0      | Col·lisió        | 11            |       |
| Ret | 12 | Nigel Mansell      | Lotus - Ford        | 0      | Col·lisió        | 14            |       |
| NVQ | 36 | Bruno Giacomelli   | Toleman - Hart      |        |                  |               |       |
| NVQ | 8  | Niki Lauda         | McLaren - Ford      |        |                  |               |       |
| NVQ | 7  | John Watson        | McLaren - Ford      |        |                  |               |       |
| NVQ | 31 | Corrado Fabi       | Osella - Ford       |        |                  |               |       |
| NVQ | 17 | Eliseo Salazar     | RAM - Ford          |        |                  |               |       |
| NVQ | 32 | Piercarlo Ghinzani | Osella - Alfa Romeo |        |                  |               |       |
| NVQ | 34 | Johnny Cecotto     | Theodore - Ford     |        |                  |               |       |
| NVQ | 33 | Roberto Guerrero   | Theodore - Ford     |        |                  |               |       |

## Altres
- Pole: Alain Prost 1' 24. 840
- Volta ràpida: Nelson Piquet 1' 27. 283 (a la volta 69)